# Christian Growth Ministries
Christian Growth Ministries (engl.,  etwa Christliche Wachstumsmission) ist ein charismatisch geprägtes US-amerikanisches Missionswerk, das eine Leitungs- und Verantwortungsstruktur in christlichen Kirchen zu etablieren sucht.
Christian Growth Ministries (CGM) wurde im Jahr 1970 von den pfingstlerisch geprägten US-amerikanischen Geistlichen Derek Prince, Charles Simpson, Bob Mumford und Don Basham in Fort Lauderdale, zunächst unter dem Namen Holy Sprit Treaching Mission gegründet.  Das Ziel war, in der aufstrebenden charismatischen Bewegung eine Form der Disziplin einzuführen. Die von CGM propagierte pyramidenähnliche Struktur ist auch bekannt unter dem Namen Shepherding und sieht eine besondere Betonung der Verantwortlichkeit der Gemeindemitglieder gegenüber der Leitung und die Unterwerfung unter die Gemeindeleiter vor.
Das Konzept des Shepherding  (auch Disipling genannt) unterstellte jedes Gemeindeglied der Anordnungsbefugnis eines Gemeindeältesten, der wiederum der Anordnungsbefugnis des Pastors unterstand. Die Anordnungsbefugnisse gingen dabei über die einzelnen Gemeinden hinaus. Die Gemeindepastoren waren ihrerseits einem regionalen Leiter der Bewegung unterstellt, der schließlich seine Anordnungen direkt von den Leitern von CGM in Fort Lauderdale erhielt.
Obwohl CGM beschuldigt wurde, Gemeindemitglieder zu missbrauchen und ein sektiererisches Verhalten zu fördern, breitete sich die Bewegung bis in charismatisch geprägte Kirchengemeinden der Römisch-katholischen Kirche und charismatische geprägter Freikirchen aus. Prince distanzierte sich fortschreitend von CGM, so dass schließlich der Sitz des Werkes in die Nähe von Simpsons Golf Coast Convenant Church nach Mobile verlegt wurde.

## Kritik
Der konservative US-amerikanische Fernsehprediger Pat Robertson beschuldigte CGM Zauberei zu lehren und zog einen Vergleich der Bewegung mit der Sekte von Jim Jones, dem seine Anhänger in Jonestown in einen Massenselbstmord gefolgt waren. Dem pfingstlerischen Pastor Jack Hayford zufolge wurden viele Menschen nachhaltig durch die Lehren von CGM seelisch verwundet.